# Polycope sublaevis
Polycope sublaevis is een mosselkreeftjessoort uit de familie van de Polycopidae. De wetenschappelijke naam van de soort is voor het eerst geldig gepubliceerd in 1923 door Sars.